# Dirka po Španiji 1983
Dirka po Španiji 1983 (špansko Vuelta a España 1983) je 38. izvedba dirke po Španiji, tritedenske moške cestne kolesarske etapne dirke. Začela se je 19. aprila v Almussafesu in končala 8. maja v Madridu. Sodelovalo je 100 kolesarjev iz 10-ih ekip. Rumeno majico je drugič osvojil Bernard Hinault (Renault–Elf), drugo mesto Marino Lejarreta (Alfa Lum–Olmo), tretje pa Alberto Fernández (Zor–Gemeaz Cusin). Modro majico je osvojil Marino Lejarreta, rdečo majico pa José Luis Laguía (Reynolds).

## Ekipe
- Alfa Lum–Olmo
- Boule d'Or–Colnago
- Del Tongo–Colnago
- Hueso-Motta
- Jacky Aernoudt–Rossin–Campagnolo
- Kelme
- Renault–Elf
- Reynolds
- Teka
- Zor–Gemeaz Cusin

## Etape
| Etapa | Datum     | Štart/Cilj                                        | Razdalja | Tip     | Tip                  | Zmagovalec                  |
| ----- | --------- | ------------------------------------------------- | -------- | ------- | -------------------- | --------------------------- |
| P     | 19. april | Almussafes – Almussafes                           | 6,8 km   |         | posamični kronometer | Dominique Gaigne (FRA)      |
| 1     | 20. april | Almussafes – Cuenca                               | 235 km   |         |                      | Juan Fernández (ESP)        |
| 2     | 21. april | Cuenca – Teruel                                   | 152 km   |         |                      | Eric Vanderaerden (BEL)     |
| 3     | 22. april | Teruel – Sant Carles de la Ràpita                 | 241 km   |         |                      | Giuseppe Petito (ITA)       |
| 4     | 23. april | Sant Carles de la Ràpita – Sant Quirze del Vallès | 192 km   |         |                      | Laurent Fignon (FRA)        |
| 5     | 24. april | Sant Quirze del Vallès – Castellar de n'Hug       | 195 km   |         |                      | Alberto Fernández (ESP)     |
| 6     | 25. april | La Pobla de Lillet – Viella                       | 235 km   |         |                      | Marino Lejarreta (ESP)      |
| 7     | 26. april | Les – Sabiñánigo                                  | 137 km   |         |                      | Jesús Suárez Cueva (ESP)    |
| 8     | 27. april | Sabiñánigo – Balneario de Panticosa               | 38 km    |         | posamični kronometer | Marino Lejarreta (ESP)      |
| 9     | 28. april | Panticosa – Alfajarín                             | 183 km   |         |                      | Giuseppe Saronni (ITA)      |
| 10    | 29. april | Zaragoza – Soria                                  | 174 km   |         |                      | Giuseppe Saronni (ITA)      |
| 11    | 30. april | Soria – Logroño                                   | 185 km   |         |                      | Eric Vanderaerden (BEL)     |
| 12    | 1 . maj   | Logroño – Burgos                                  | 147 km   |         |                      | Noël Dejonckheere (BEL)     |
| 13    | 2 . maj   | Aguilar de Campoo – Lakes of Covadonga            | 188 km   |         |                      | Marino Lejarreta (ESP)      |
| 14    | 3 . maj   | Cangas de Onís – León                             | 195 km   |         |                      | Carlos Hernández (ESP)      |
| 15a   | 4 . maj   | León – Valladolid                                 | 134 km   |         |                      | Pascal Poisson (FRA)        |
| 15b   | 4 . maj   | Valladolid – Valladolid                           | 22 km    |         | posamični kronometer | Bernard Hinault (FRA)       |
| 16    | 5 . maj   | Valladolid – Salamanca                            | 162 km   |         |                      | José Luis Laguía (ESP)      |
| 17    | 6 . maj   | Salamanca – Ávila                                 | 216 km   |         |                      | Bernard Hinault (FRA)       |
| 18    | 7 . maj   | Ávila – Palazuelos de Eresma (Destilerías DYC)    | 204 km   |         |                      | Jesús Hernández Úbeda (ESP) |
| 19    | 8 . maj   | Palazuelos de Eresma (Destilerías DYC) – Madrid   | 135 km   |         |                      | Michael Wilson (AUS)        |
|       | Skupaj    | Skupaj                                            | 3398 km  | 3398 km | 3398 km              | 3398 km                     |

## Končna razvrstitev
| Legenda | Legenda                                    | Legenda | Legenda                         |
| ------- | ------------------------------------------ | ------- | ------------------------------- |
|         | Predstavlja vodilnega v skupnem seštevku   |         | Predstavlja vodilnega po točkah |
|         | Predstavlja vodilnega v gorski razvrstitvi |         |                                 |

### Rumena majica
| Poz. | Kolesar               | Ekipa                            | Čas         |
| ---- | --------------------- | -------------------------------- | ----------- |
| 1    | Bernard Hinault       | Renault–Elf                      | 94h 28' 26" |
| 2    | Marino Lejarreta      | Alfa Lum–Olmo                    | + 1' 12"    |
| 3    | Alberto Fernández     | Zor–Gemeaz Cusin                 | + 3' 58"    |
| 4    | Álvaro Pino           | Zor–Gemeaz Cusin                 | + 5' 09"    |
| 5    | Hennie Kuiper         | Jacky Aernoudt–Rossin–Campagnolo | + 10' 26"   |
| 6    | Eduardo Chozas Olmo   | Zor–Gemeaz Cusin                 | + 11' 11"   |
| 7    | Laurent Fignon        | Renault–Elf                      | + 11' 27"   |
| 8    | Pedro Muñoz Rodríguez | Zor–Gemeaz Cusin                 | + 12' 25"   |
| 9    | Vicente Belda         | Kelme                            | + 13' 28"   |
| 10   | Faustino Rupérez      | Zor–Gemeaz Cusin                 | + 13' 36"   |
| 11   | Guillermo de la Peña  | Hueso-Motta                      |             |
| 12   | Julián Gorospe        | Reynolds                         |             |
| 13   | Alain Vigneron        | Renault–Elf                      |             |
| 14   | Claudio Bortolotto    | Del Tongo–Colnago                |             |
| 15   | Pedro Delgado         | Reynolds                         |             |
| 16   | José Antonio Cabrero  | Hueso-Motta                      |             |
| 17   | Faustino Cueli Arce   | Teka                             |             |
| 18   | Leonardo Natale       | Del Tongo–Colnago                |             |
| 19   | Lucien Didier         | Renault–Elf                      |             |
| 20   | Angel De Las Heras    | Kelme                            |             |
| 21   | Jesús Rodríguez Magro | Zor–Gemeaz Cusin                 |             |
| 22   | Jesús Hernández Úbeda | Reynolds                         |             |
| 23   | Roberto Ceruti        | Del Tongo–Colnago                |             |
| 24   | José Luis Laguía      | Reynolds                         |             |
| 25   | Martial Gayant        | Renault–Elf                      |             |